# Santana (filme)
Santana é um filme angolano-sul-africano do género ação, realizado e escrito por Maradona Dias dos Santos e Chris Roland, e protagonizado por Paulo Americano, Terence Bridgett e Amanda Brown. Está no catálogo da Netflix desde 28 de agosto de 2020, sendo a primeira produção cinematográfica do país a constar da lista do canal de streaming.

## Elenco
- Paulo Americano como Dias
- Terence Bridgett
- Amanda Brown como Amanda Whiles
- Tamer Burjaq
- Nompilo Gwala
- Paul Hampshire
- Dale Jackson
- Hakeem Kae-Kazim como Obi
- Terri Lane
- Robin Minifie como Rambo
- Raul Rosario como Matias
- Rapulana Seiphemo como Ferreira
- Jenna Upton
- Neide Vieira